# Campionati africani di ciclismo su strada - Corsa in linea femminile Juniors
La Corsa in linea femminile Juniors è uno degli eventi disputati durante i Campionati africani di ciclismo su strada. Per la prima volta fu corsa nel 2013. Con la sola eccezione del 2014 e del 2020, la corsa è stata disputata annualmente.

## Albo d'oro
Aggiornato all'edizione 2023.
| Anno | Vincitore        | Secondo                    | Terzo                  |
| ---- | ---------------- | -------------------------- | ---------------------- |
| 2013 | Monique Gerber   | Ebtissam Zayed Ahmed       | Mikayla Olivier        |
| 2014 | non disputata    | non disputata              | non disputata          |
| 2015 | Helen Mitchell   | Skye Davidson              | Frances Du Toit        |
| 2016 | non disputata    | non disputata              | non disputata          |
| 2017 | Hailu Zayd Haftu | Kasahun Tsadkan Gebremedhn | Yasser Mohammed Mariam |
| 2018 | Desiet Kidane    | Furtuna Kasahun            | Zayid Hailu            |
| 2015 | Danait Tsegay    | Diane Ingabire             | Yordanos Russom        |
| 2020 | non disputata    | non disputata              | non disputata          |
| 2021 | Chanté Olivier   | Hapepa Eliwa               | Nesrine Houili         |
| 2022 | Caitlin Thompson | Romna Guesh                | Aline Uwera            |
| 2023 | Malak Mechab     | Hosna Bellili              | Alemu Keno             |

## Medagliere
| Pos.   | Nazione   | Oro | Argento | Bronzo | Totale |
| ------ | --------- | --- | ------- | ------ | ------ |
| 1      | Sudafrica | 3   | 0       | 2      | 5      |
| 2      | Eritrea   | 2   | 1       | 1      | 4      |
| 3      | Etiopia   | 1   | 2       | 2      | 5      |
| 4      | Algeria   | 1   | 1       | 1      | 3      |
| 5      | Zimbabwe  | 1   | 1       | 0      | 2      |
| 6      | Egitto    | 0   | 2       | 1      | 3      |
| 7      | Ruanda    | 0   | 1       | 1      | 2      |
| Totale | Totale    | 8   | 8       | 8      | 24     |